# Przemysław Tacik
Przemysław Lech Tacik – polski filozof, prawnik i socjolog, doktor habilitowany, nauczyciel akademicki Uniwersytetu Jagiellońskiego, adiunkt w Instytucie Europeistyki UJ.

## Życiorys
W 2014 ukończył aplikację ogólną w Krajowej Szkole Sądownictwa i Prokuratury. W 2014 uzyskał stopień doktora filozofii na podstawie pracy Edmond Jabes i żydowska filozofia nowoczesności, której promotorem był Marek Bogdan Drwięga, a w 2016 stopień doktora prawa na podstawie pracy Przystąpienie Unii Europejskiej do Europejskiej Konwencji Praw Człowieka. Model teoretyczny a sposoby i konsekwencje jego realizacji, której promotorem był Michał Andrzej Kowalski.
Został kierownikiem Centrum Międzynarodowych Badań nad Prawem, Kulturą i Władzą Nomos. Był koordynatorem studiów anglojęzycznych w Instytucie Studiów Europejskich UJ; pełnomocnikiem dziekana Wydziału Studiów Międzynarodowych i Europejskich UJ do spraw bezpieczeństwa i przeciwdziałania dyskryminacji; rzecznikiem dyscyplinarnym rektora UJ do spraw studentów i doktorantów oraz członkiem Wydziałowej Komisji do spraw etyki badań naukowych.